# Miroslav J. Černý
Miroslav Josef Černý (15. února 1935, Horní Slivno – 7. června 2007, Lysá nad Labem) byl český akademický malíř, grafik a sochař.

## Život
Po ukončení měšťanky se měl stát ševcem. Tento záměr však nakonec jeho otci rozmluvil Černého učitel kreslení, který v něm rozeznal mimořádný talent.

### Studium
Otec nakonec souhlasil a syn šel v roce 1950 studovat Střední grafickou školu do Prahy. Otec stále doufal, že ho udrží u řemesla. Po maturitě, až se ve škole naučí navrhovat boty, rozšíří obuvnickou dílnu a společně budou konkurovat Baťovi. Syn ho však zklamal. Rovnou z druhého ročníku, v 17 letech a bez maturity, složil přijímací zkoušky na Akademii výtvarných umění, do Grafické školy Vladimíra Silovského (se kterým ho pak pojilo celoživotní přátelství, až do Silovského smrti v roce 1974). Touha po změně ho však po třech letech studia na Grafické škole přivedla do Malířské školy Vlastimila Rady. To vše v období, kdy na Akademii působili umělci a pedagogové zvučných jmen: Antonín Pelc, Vratislav Nechleba, Vlastimil Rada, Karel Souček, Vladimír Sychra.
Studium zakončil v roce 1958. Následovala roční leningradská stáž, při které v Ermitáži maloval kopie, např. Rembrandtova
Návratu ztraceného syna. Aspiranturu absolvoval (k velkému Radovu zklamání) již opět na grafice. V roce 1964 se stal asistentem Antonína Pelce, po jeho smrti nastoupil jako odborný asistent Grafické speciálky u Ladislava Čepeláka.
V roce 1987 mu byla na doporučení Františka Buranta umožněna habilitace a stal se docentem a pedagogem Grafické speciálky. A to i přesto, že nikdy nebyl členem ani kandidátem komunistické strany.
Od poloviny šedesátých let se věnoval plastice. Sochařské realizace najdeme v Praze, Mostě, Teplicích, Ústí nad Labem, Unhošti, Bílině a Kladně.
Vystavoval na mnoha samostatných i společných výstavách v Čechách i v zahraničí (Brusel, Antverpy, Varšava, Milán, Turín). Jeho díla jsou součástí soukromých i galerijních sbírek.

### Pedagogická činnost na AVU
Pedagogickou činnost ukončil na vlastní žádost, výstava „Antiknížák“, v r. 1990.

## Dílo

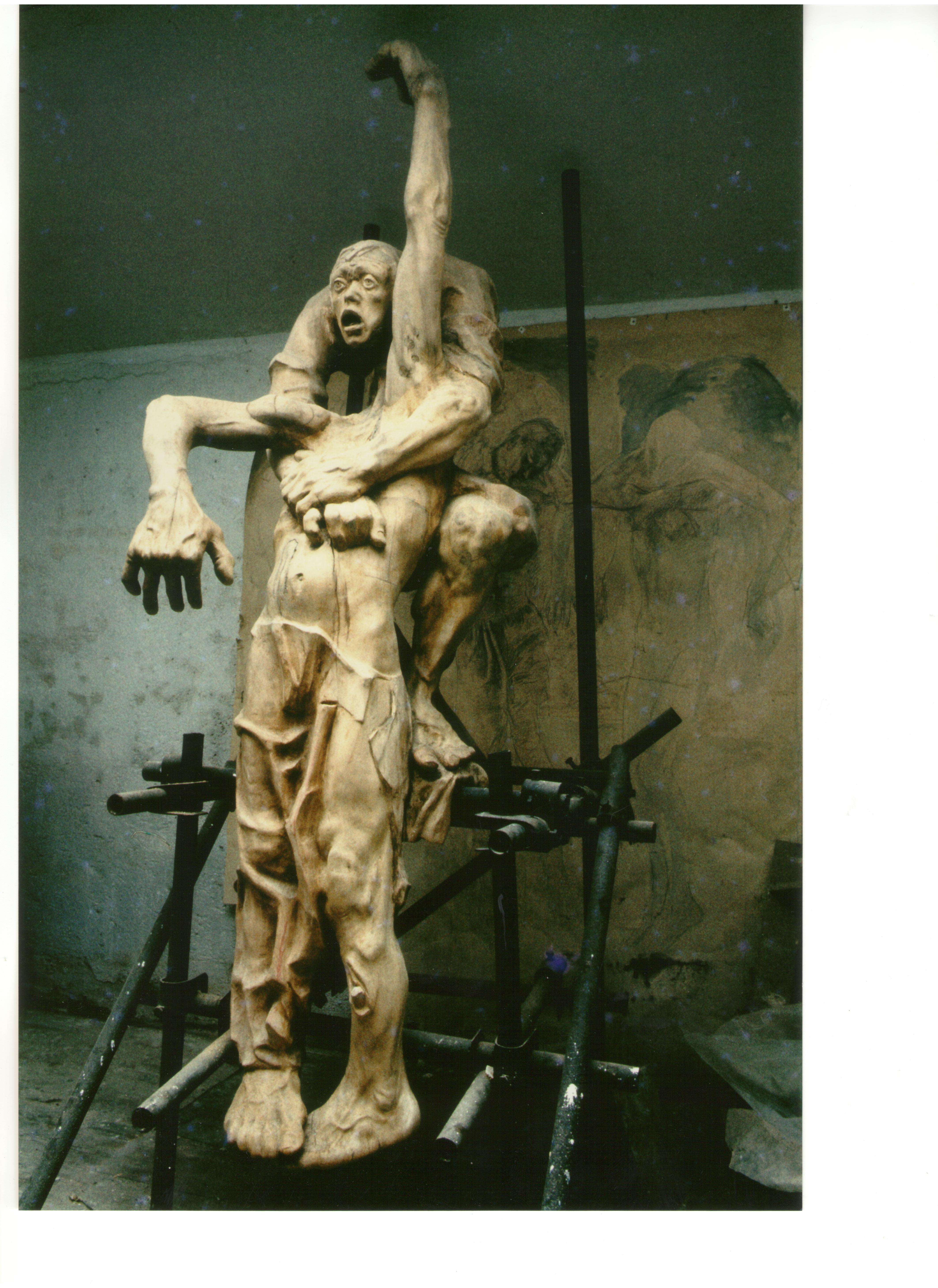
M.J. Černý, Lidská solidarita, dřevo, 1985

„Jeho práce nesou v sobě všechny prvky silného expresivního zanícení se smyslem pro celek. V jeho kompozičním i výrazovém pojetí jsou patrny vlivy Muncha, Kolwitz, Rivery i raného van Gogha.“
František Burant
„Zdá se, že jeho široké, rozmáchlé až robustně pojaté grafické práci svědčí technika dřevořezu. Velké světlé a tmavé plochy může uplatnit ve vzrušující kompozici. Rád nechává pracovat strukturu dřeva s částečnou škálou šrafů a přechodů mezi bílou a černou.
Vnitřní dramatizaci scény studoval u Rembrandta, ale je zřejmé, že přesvědčivost jeho grafických listů nevyplývá jen ze studia výtvarných vzorů, k nimž bychom museli přičíst i raného van Gogha, malíře a sochaře belgických venkovanů Constanta Permeke, Kathe Kolwitz, či Diega Riveru, ale z palčivých vzpomínek na těžký život svých rodičů.“
Václav Turek
„Stejně jako v grafice jde Černý i ve svém sochařském díle za robustním a pádným výrazem. Právě tyto rysy, doplněné sochařskou vůlí po maximálním výrazovém a prostorovém účinku díla, můžeme sledovat např. na jeho monumentální „Lidské solidaritě“.
Jiří Dolejš
„Jsem přesvědčen, že se má mluvit krátce a tedy i zřetelně. Přes všechnu toleranci k druhým. K tomuto jsem se cítil disponován a této zásady jsem se i držel. Nechtěl jsem obsahem bavit a nechtěl jsem zaměňovat formu za formulku, ani ztrácet čas opisováním od sousedů. Může se zdát, že má svědectví jsou málo úsměvná. Pak podotýkám, že i život sám je někdy málo úsměvný, a že i autor má právo být takový! Autobiografičnost mé práce je nejspíš příliš zjevná, nikomu ji nevnucuji - je to součást mého soukromí. To profese si žádá, čas od času, vydat svědectví svého konání.“
Miroslav J. Černý

## Galerie

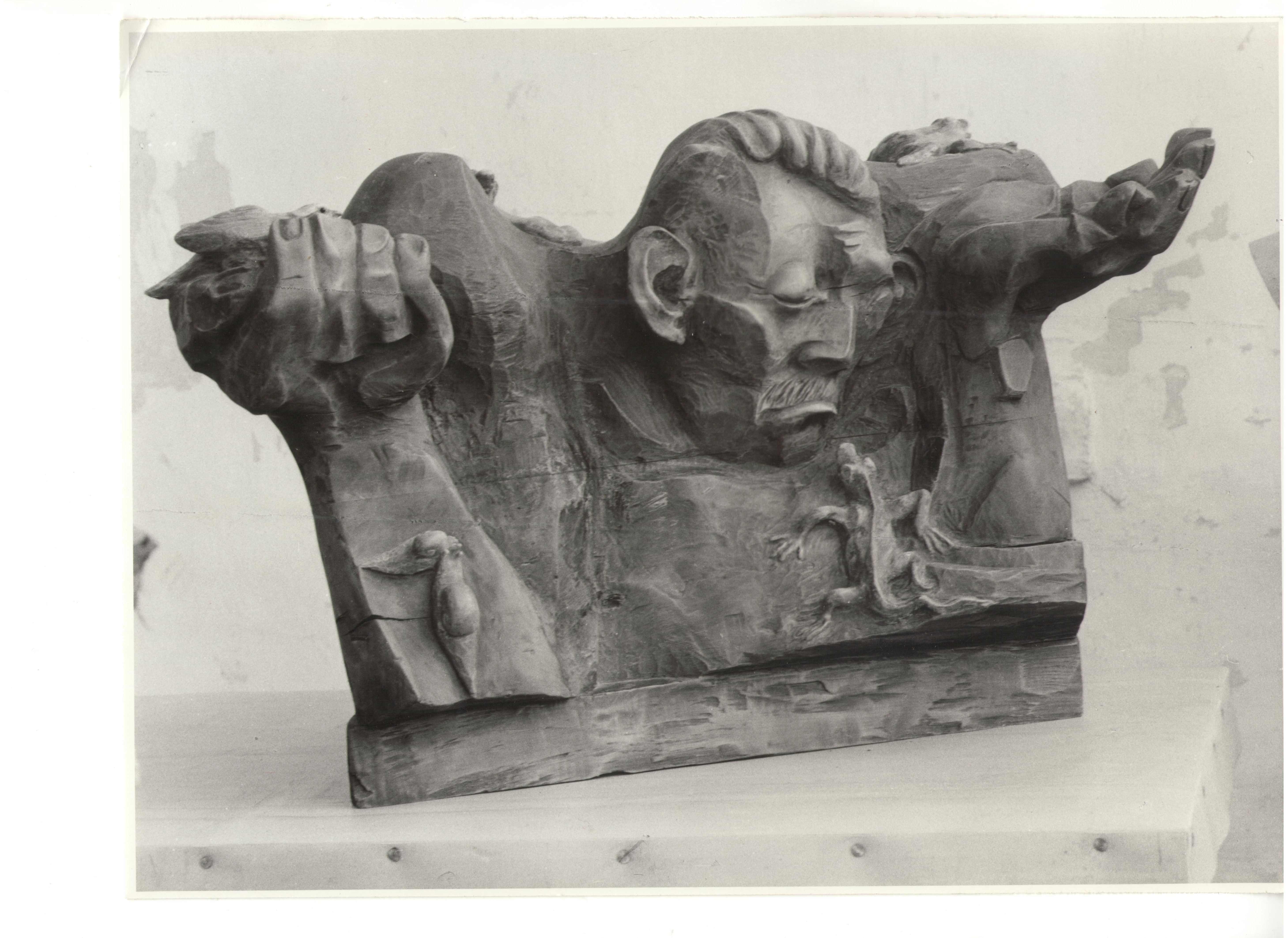
Blázen, dřevo, 1975
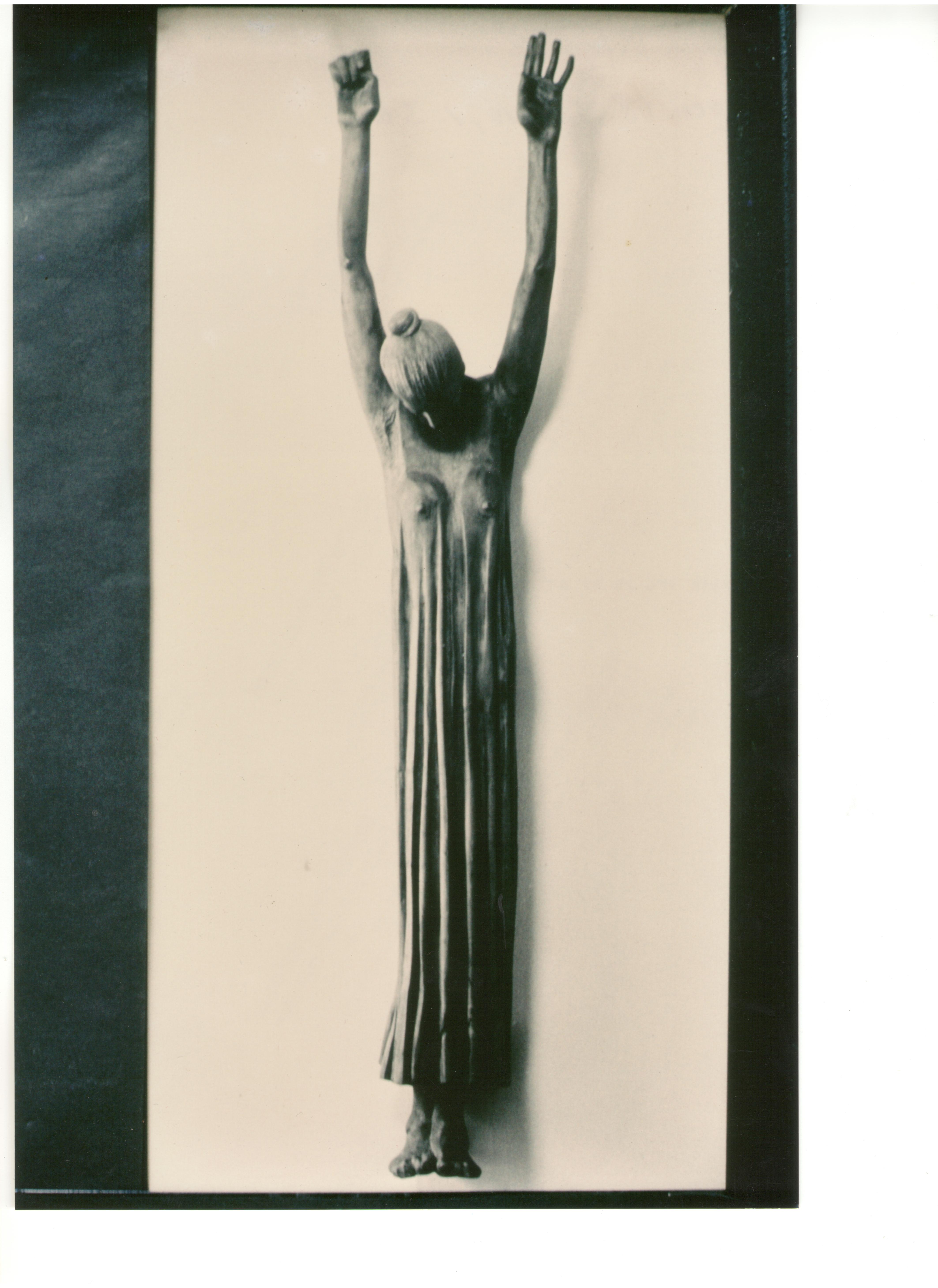
Lidice, dřevo, 2,5 m, 1969
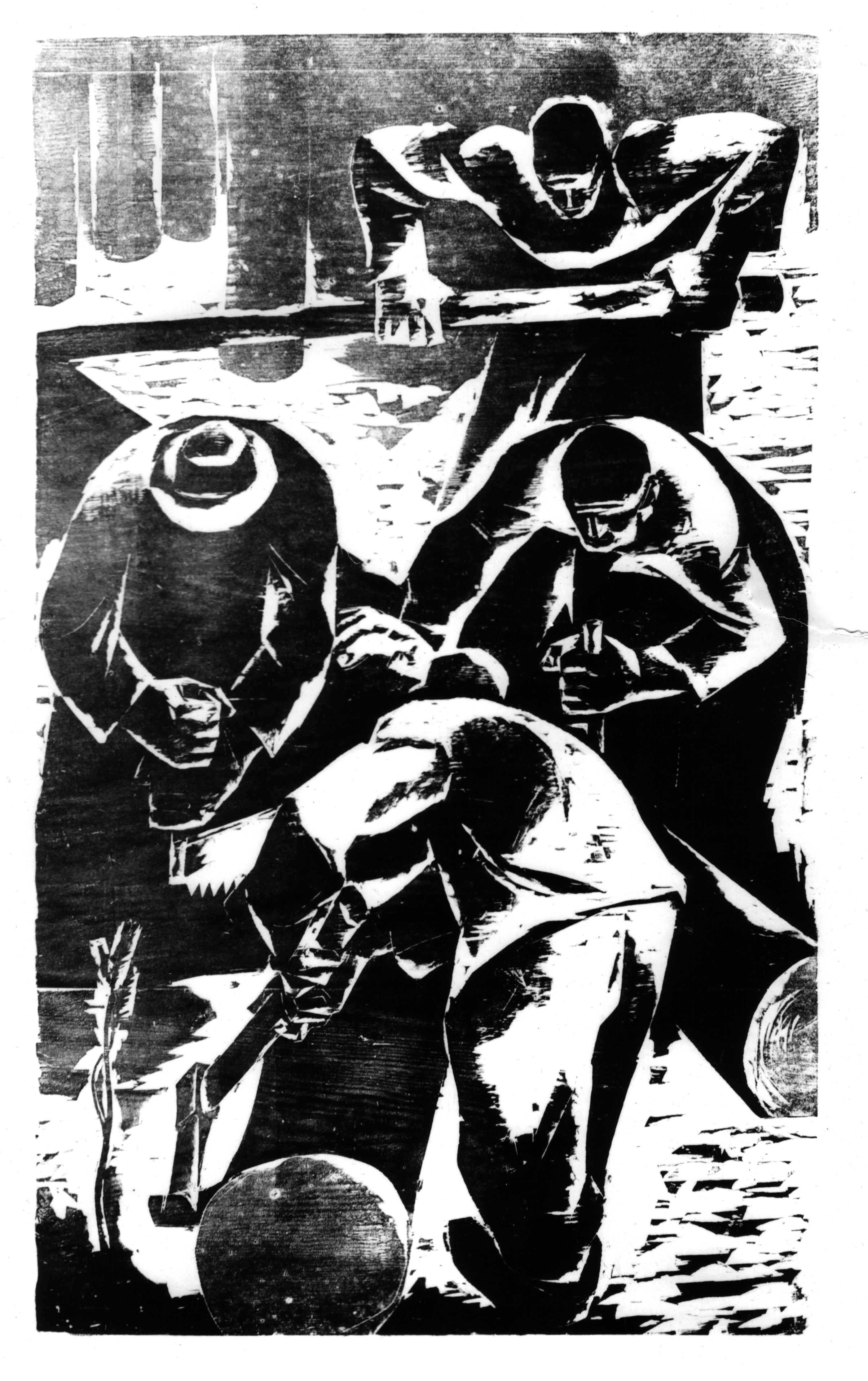
z cyklu Lidé a země, dřevoryt, 1962
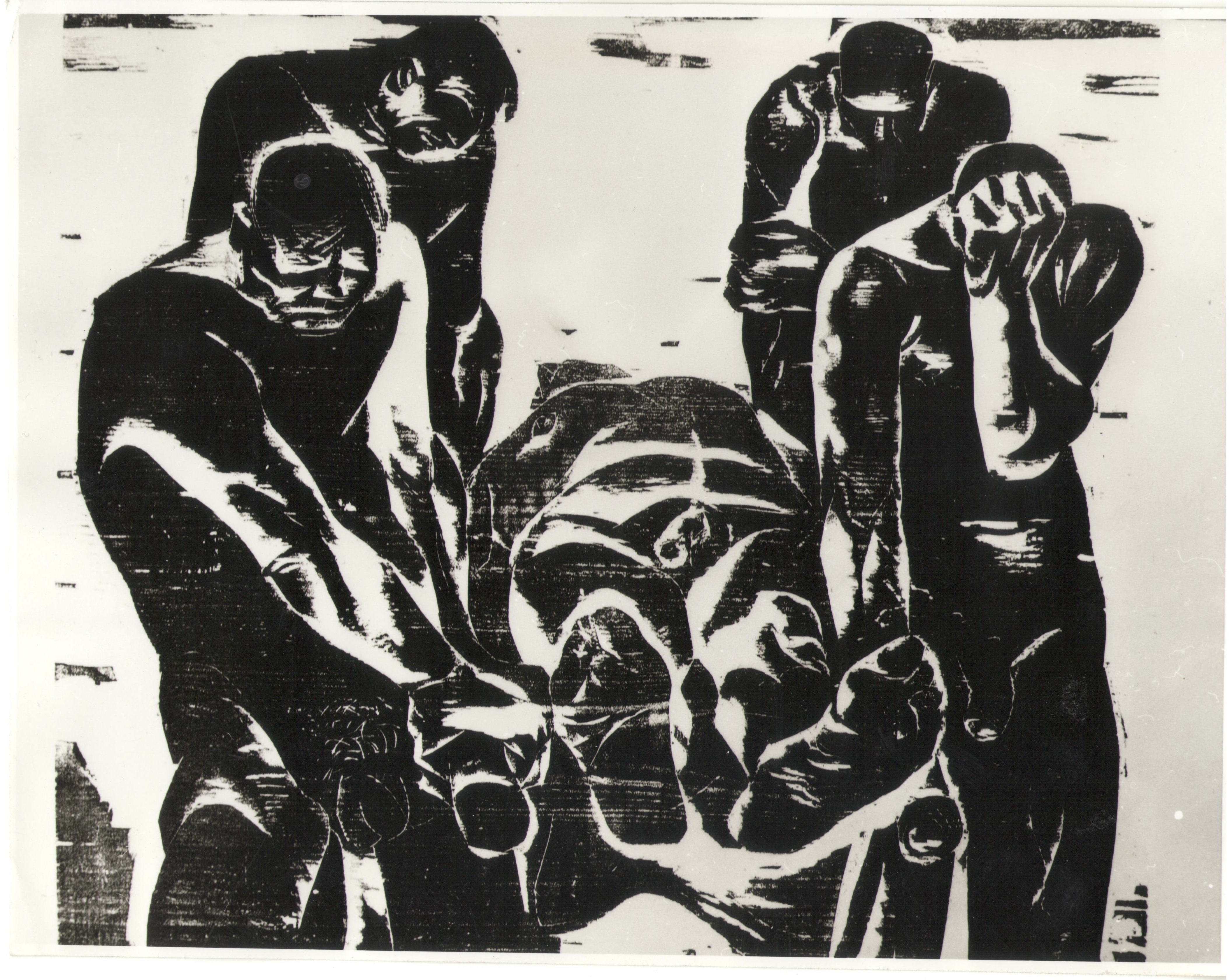
z cyklu Práce, dřevoryt, 1965
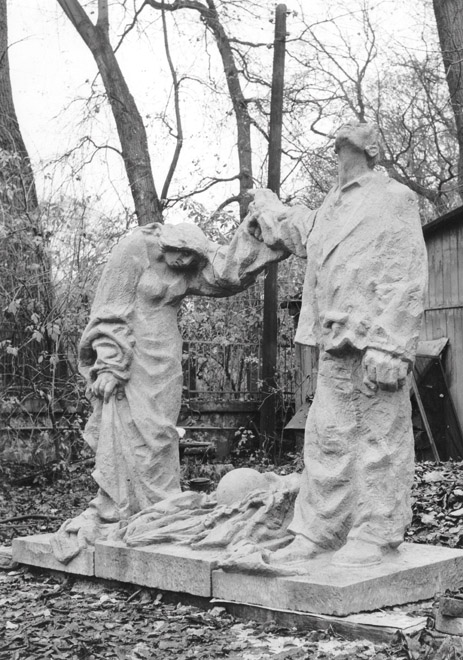
Pieta

- Lidská Solidarita, dřevo, 2,5 m, 1985
- Dělník keramika, 2 m, 1995
- Blázen, dřevo, 1975
- Lidice (původní název „1968“), dřevo, 1968
- Gravidita, polychromované dřevo, 1993 Archivováno 21. 3. 2007 na Wayback Machine.
- Pohřeb, olej, 1960
- Lidská Solidarita, olej, 1983
- Pohled z okna, olej, 2000
- Práce, olej, 2000
- Z cyklu Čtyři roční období, dřevořez, 1964
- Pohřeb, dřevořez, 1962
- Z cyklu Lidé a země, dřevořez, 1964

### Zastoupení ve sbírkách
- Národní galerie v Praze
- Severočeská galerie výtvarného umění v Litoměřicích
- Muzeum umění Olomouc
- Moravská galerie v Brně
- Středočeského kraje[nedostupný zdroj]

## Výstavy

### Samostatné výstavy
- Miroslav J. Černý – Galerie Grafiků, Praha 1960
- Miroslav J. Černý – Grafika-kresby, Galerie Fronta, Praha 1964
- Miroslav J. Černý – Kresby, grafika, zámek Březnice, 1982
- Miroslav J. Černý – Galerie D, Praha 1982
- Miroslav J. Černý – Grafika a sochy, Severočeská galerie Litoměřice, 1987
- Miroslav J. Černý – Antiknížák, Malá říčka - ateliér autora, Stromovka, Praha 1990
- Miroslav J. Černý – Kunst uberwindet Grenzen, Bunde, Německo 1994
- Miroslav J. Černý – Galerie Zelený dům, Újezd nad Lesy 1995
- Miroslav J. Černý – Galerie České spořitelny, Praha 2000
- Miroslav J. Černý – Galerie v Lysé nad Labem, 2002

### Společné výstavy
- Obrazy a grafika – (M. Černý, Z. Veselý) Teplice, 1958
- K. Bořecký, M. Černý, M. Raboch, Z. Veselý, Teplice 1958
- Výstava stipendistů – Galerie Mladých (Alšova síň v Besední), Praha 1960
- 1. Pražský festival mladé grafiky – UPM Praha, 1961
- Grafika v Hollaru, 1962
- Přehlídka našeho výtvarného umění v Jízdárně Pražského hradu, 1963
- Říjen v říjnu – Nová Síň, 1963
- Spirála – Okresní knihovna, Brandýs nad Labem, 1964
- Gli incisori di Praga, Torino, Itálie, 1969
- Otec a dcera (s O. Francovou) v Galerie Zelený dům, Újezd nad Lesy, 1997

## Publikace
- Miroslav J. Černý : kresby a grafika : Fronta, 75. výstava, autorský katalog, text: Vladimír Silovský, Praha : Mladá fronta, 1964.[1]
- Miroslav J. Černý : grafika, plastika : Galerie d, autorský katalog, text: Miloslav Racek, Praha 1976.[1]
- Miroslav J. Černý : Kresby, grafika, autorský katalog, text: Miroslav Kudrna, Městská obrazárna v Březnici 1982.
- Miroslav J. Černý : Grafika, sochy, autorský katalog, text: Miroslav Josef Černý, Svaz českých výtvarných umělců, Praha 1985.
- Miroslav J. Černý, autorský katalog, text: Miroslav Josef Černý, Jiří Dolejš, Litoměřice : Severočeská galerie výtvarného umění v Litoměřicích, 1986.[2]